# Братья Аимхаа (Эмухвари)
Братья Эмхаа (Эмухвари) (в исконно-абхазском варианте: Аишьцәа Аимхаа, Емхаа) — потомки картлийских князей Амилахвари, осевших на западе Грузии, создавшие в 1920 году банду, которая просуществовала долгое время и внесла заметный вклад в борьбу с советским правительством в Абхазии. По данным некоторых источников, банда виновна в смерти десятков членов компартии, сельских активистов, работников КГБ и правоохранительных структур. В отличие от других банд, она не занималась грабежом, ее силовые действия не имели целью получпение наживы, нро при этом отличались жестокостью в виде убийства раненых и свидетелей, а также — отсутствие случаев грабежа. В устах абхазского народа имя указанной «банды» звучало как «Эмхи».

## Боевой путь братьев Аимхаа

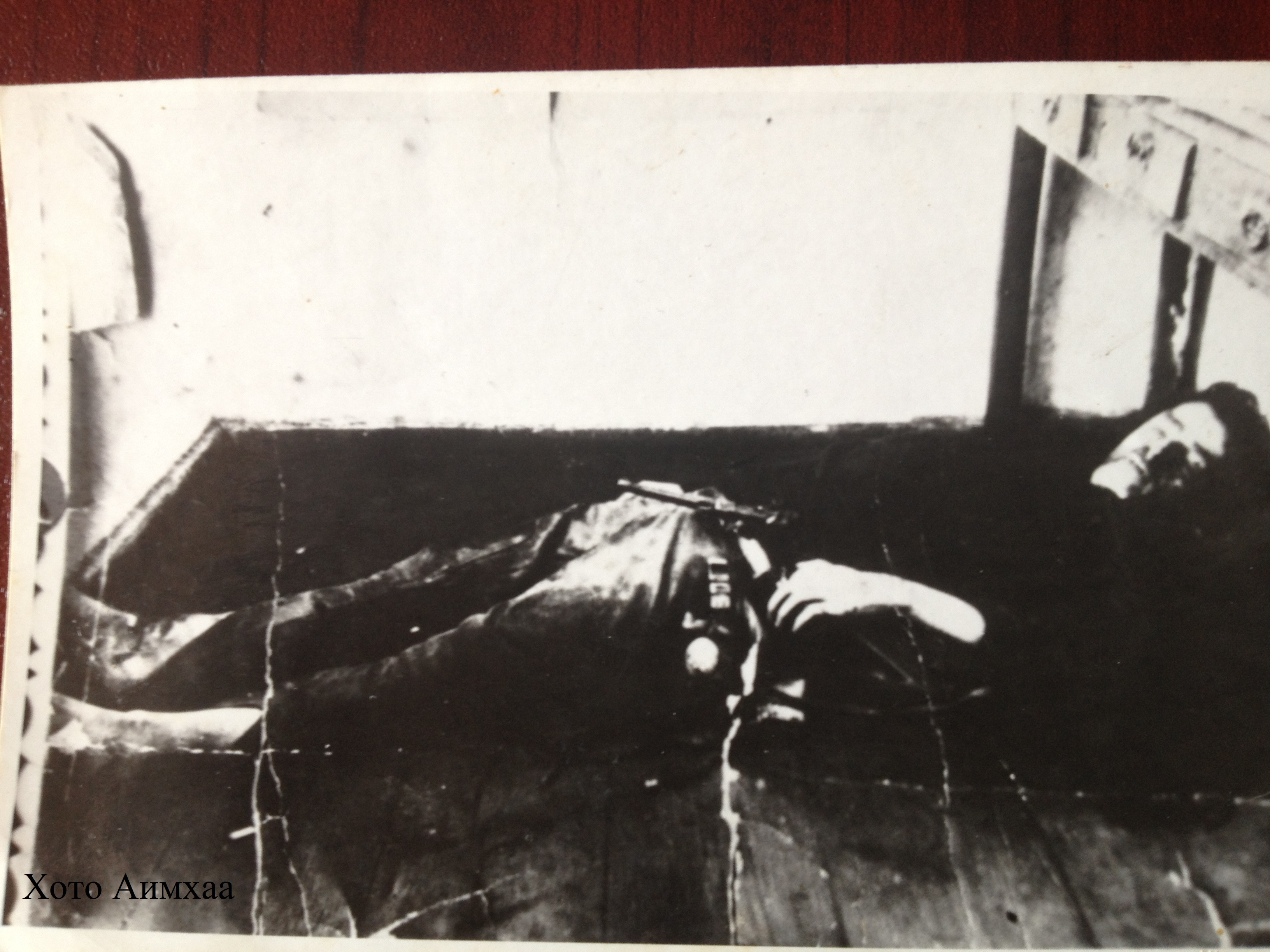
Хәаҭ Аимхаа

Свое происхождение братья Аимхаа вели из села Чхәарҭал, района Самырзаҟан (Самурзакань), на юге Абхазии. Изначально братьев Аимхаа было семеро. Достоверно, однако, известны лишь имена следующих братьев:

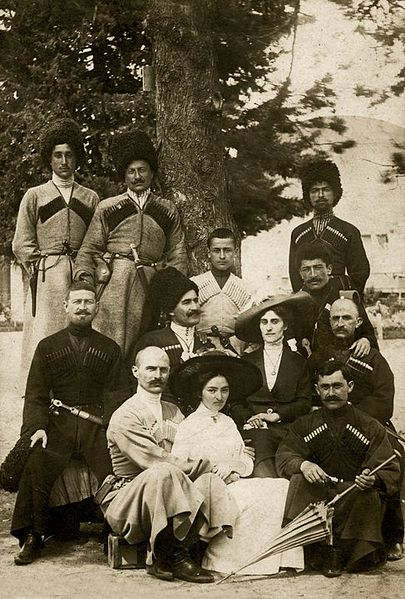
Второй ряд, первый слева сидит Омар Аимхаа. Третий ряд, третий слева стоит Гәыда (рус. Гуда) (Арсен) Аимхаа

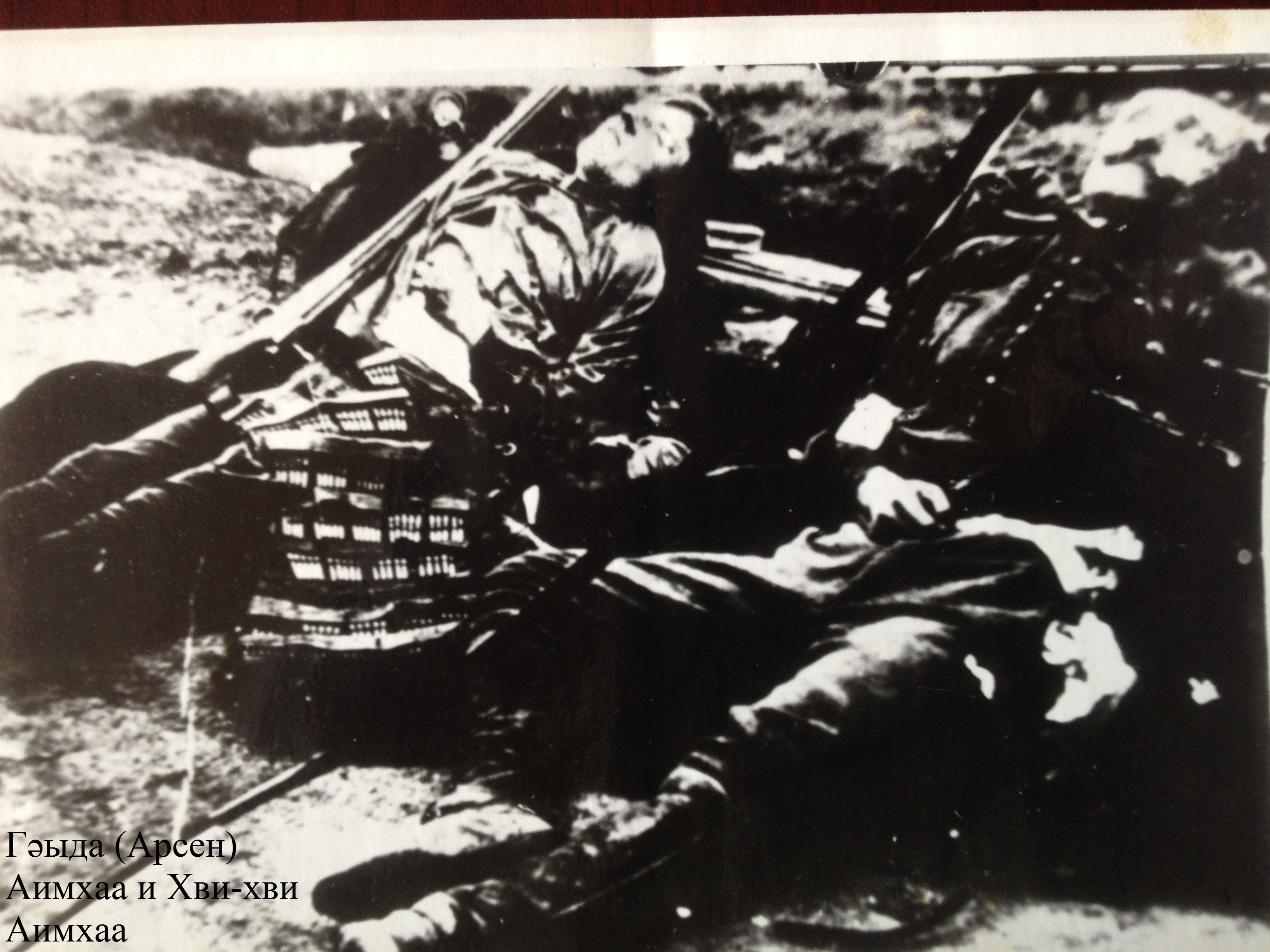
Хьыхә и Гәыда Аимхаа

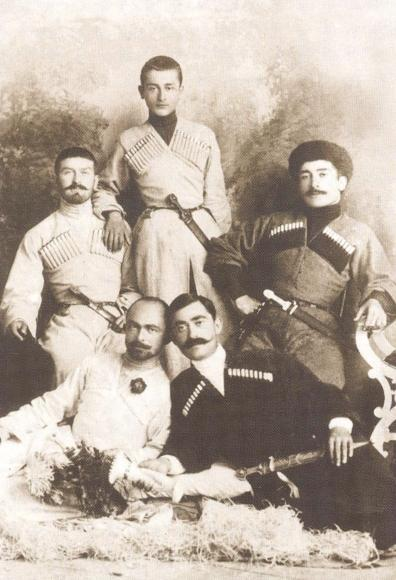
Верхний ряд (слева): Омар Аимхаа и его сын Гәыда (рус. Гуда) (Арсен) Аимхаа

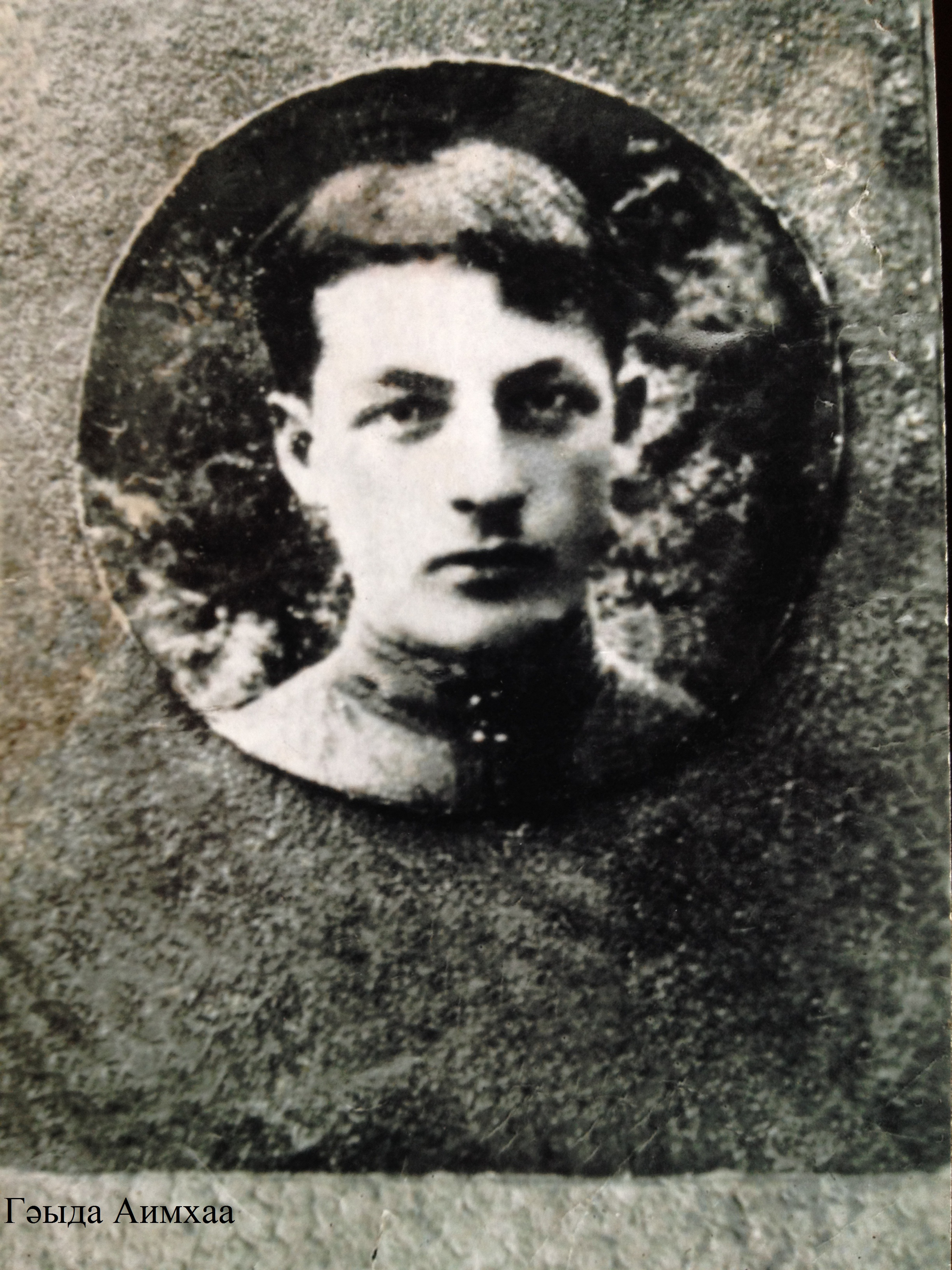
Гәыда (рус. Гуда)

В целях мести за убийство старшего брата трое братьев Эмухвари стали абреками. Двое из них были убиты, один ушел из абреков.
- Хьыхә (рус. Хвихви) — старший брат.
- Хәаҭ (рус. Хото).
- Мәыџь (рус. Муджь)
- Гәыда (рус. Гуда)[3][5], (он же — Арсен Аимхаа) — самый младший.

Причиной перехода братьев к жизни абреков стало оскорбление, которое некий Пачулиа в состоянии алкогольного опьянения нанес матери братьев (которая была родом из семьи абхазских дворян (абх. аамсҭа) Лакрба. За оскорбление матери младший брат Гәыда (рус. Гуда) убил Пачулиа. После чего старший из братьев — Хьыхә (рус. Хвихви) хотел взять вину за убийство на себя и единолично нести за него ответственность перед правоохранительными органами. Однако, дальнейшие события приняли совершенно иной оборот.
Буквально через несколько дней после злосчастной свадьбы к отцу братьев Омару Аимхаа приехали милиционеры во главе с начальником НКВД района Гал Варлаамом Кецба. Вместе с ним приехал родственник Омара — Ражден Аимхаа из села Уақәым, Галского (Гальского) района (исторической Самурзакани). Отобедав в доме Омара, милиционеры попросили князя явится в Гал, чтобы мирным путем разрешить связанный с его детьми конфликт. Однако в пути Варлаамом Кецба напал сзади на Омара Аимхаа и убил его. В связи с этим братья ушли в горы и объявили кровную месть всем замешанным в смерти Омара.
Противостояние братьев с силовыми структурами советской власти в Абхазии шло много лет. Ражден Аимхаа проявил оперативность, сменив фамилию на Парпалия и скрывшись в Восточной Грузии. Другим соучастникам преступления повезло меньше. По данным Бориса Соколова, братья вели борьбу в течение 7 лет, чему, по его мнению, способствовала симпатия местного населения, благодаря которому браться могли спрятаться на всей территории Абхазии. Для ликвидации «банды» Москва отправила в Абхазию опытных сотрудников КГБ. В итоге по данным Бориса Соколова через 7 с лишним лет братьев Аимхаа окружили и после отказа сдаться ликвидировали. Бывший в то время главой Абхазии Нестор Лакоба и одновременно друг семьи братьев считал, что деятельность братьев не имела смысла, а провозглашенные ими цели были «мнимой справедливостью».

## Николай Аимхаа в борьбе за истину
В середине 1950-х годов находящееся в Москве издательство «Воениздат» опубликовало повесть Бориса Соколова (занимавшего должность полковника КГБ) под названием «Абхазская повесть» или «Мы ещё встретимся, полковник Кребс!», написанную в стиле военных приключений. Сюжетом повести служит противостояние советского КГБ и имевших ранг князей братьев Аимхаа, которые автором названы агентами британской разведки. В посвященное повести время братья Аимхаа были очень молоды, в частности самый старший из них Хвихви не достиг возраста 29 лет. Б. И. Соколов по роду службы принимал участие в борьбе с братьями Аимхаа, в ходе которой в 1934 году получил тяжелое ранение.
В 1975 году хирург из Сухуми Николай Аимхаа (Эмухвари) приехал в Москву и спросил Бориса Соколова о причине изменения, по его мнению, исторической фактологии в повести о братьях Аимхаа:
Борис Соколов заявил, что искажение исторической фактологии в повести было вызвано политическими причинами, а точнее пожелания военного издательства КГБ и министерства обороны СССР посредством литературного политическо-приключенческого триллера представить братьев Аимхаа (которые 7 лет вели ожесточенную борьбу против коммунистической власти, пользовались поддержкой местного населения и убили многих сотрудников правоохранительных органов) британскими шпионами ради борьбы с репутацией «народных мстителей» среди местного населения Абхазии (которые активно помогало им на протяжении всей борьбы с коммунистической властью):
Канва романа в целом соответствует заявлению Соколова.

## Братья Аимхаа в киноискусстве
История деятельности братьев Аимхаа стала одним из источников при создании фильма Шалоди Аджинджала «Колокол священной кузни», выпущенного в 1982 году и посвященного истории революции, а именно первым годам советской власти в Абхазии в 1918—1922 году, когда красные еще только закреплялись в Кавказском регионе.